# Эрифила (Софокл)
«Эрифила» (др.-греч. Ἐριφύλη) — пьеса древнегреческого драматурга Софокла (V век до н. э.) на тему фиванских мифов, текст которой утрачен за исключением нескольких коротких отрывков.
В пьесе рассказывалось о подготовке к походу на Фивы эпигонов — сыновей Семерых. Заглавная героиня, вдова царя Аргоса Амфиарая Эрифила, подкупленная Ферсандром, побудила присоединиться к эпигонам своего сына Алкмеона и позже была им убита. У Софокла была ещё трагедия «Эпигоны», которая должна была тесно примыкать к «Эрифиле» (если бы не упоминание обеих пьес у Стобея, антиковеды могли бы подумать, что это два названия одного и того же произведения).
Римский драматург Луций Акций создал латинскую переработку трагедии под тем же названием, из текста которой уцелела только одна строка.